# 大分県道29号豊後高田国東線
大分県道29号豊後高田国東線（おおいたけんどう29ごう ぶんごたかだくにさきせん）は、大分県豊後高田市から国東市に至る県道（主要地方道）である。

## 概要
豊後高田市新地から国東市国東町田深に至る。国東半島を横断する路線である。走水峠（はしりみずとうげ）付近はかつては難所と言われたが、2005年（平成17年）のトンネル開通に伴い、曲線が減り幅員が増した。

### 路線データ
- 起点：大分県豊後高田市新地（新地交差点、国道213号交点、大分県道23号中津高田線終点、大分県道34号豊後高田安岐線起点）
- 終点：大分県国東市国東町田深（田深交差点、国道213号交点、大分県道523号国東港線終点）

## 歴史
- 1993年（平成5年）5月11日 - 建設省から、県道豊後高田国東線が豊後高田国東線として主要地方道に指定される[1]。

## 路線状況

### 重複区間
- 大分県道34号豊後高田安岐線（豊後高田市新地・新地交差点（起点） - 豊後高田市金谷町）
- 大分県道548号地蔵峠小田原線（豊後高田市松行 地内）
- 大分県道405号成仏杵築線（国東市安岐町明治 - 国東市国東町横手）

### 道路施設

#### 橋梁
- 御玉橋（桂川、豊後高田市）
- 玉ノ井橋（桂小川、豊後高田市）

#### トンネル
起点から
- 並石隧道：延長142 m、1972年（昭和47年）竣工、豊後高田市
- 走水トンネル：延長568 m、2002年（平成14年）竣工、豊後高田市 - 国東市
- 両子トンネル：50 m、2002年（平成14年）竣工、国東市
- 行入トンネル：延長411 m、1997年（平成9年）竣工、国東市
- 万の岩トンネル：延長99 m、1992年（平成4年）竣工 国東市

## 地理

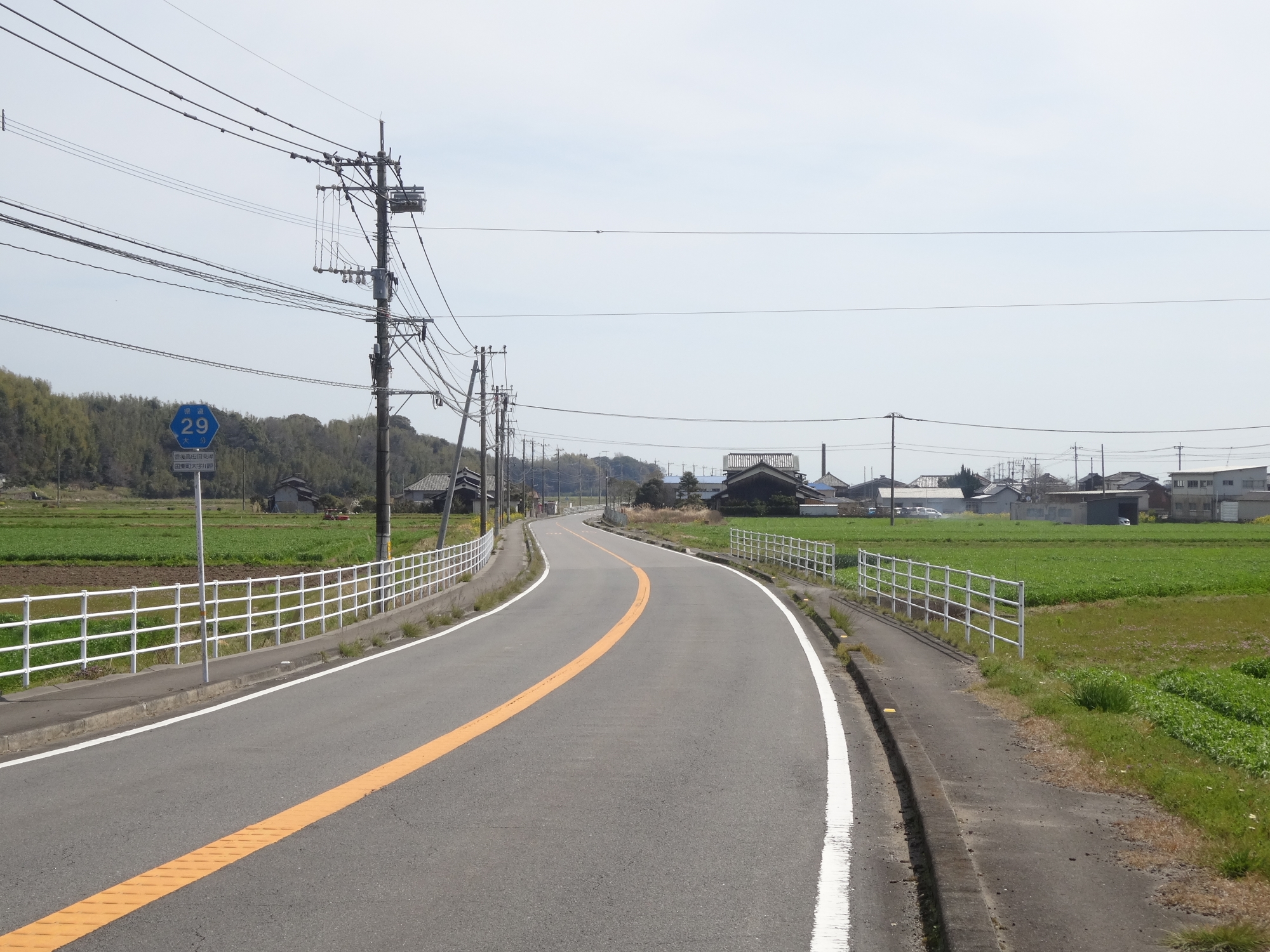
大分県道29号豊後高田国東線

### 通過する自治体
- 豊後高田市
- 国東市

### 交差する道路
| 交差する道路                                                             | 市町村名   | 交差する場所 | 交差する場所      |
| ------------------------------------------------------------------------ | ---------- | ------------ | ----------------- |
| 国道213号 大分県道23号中津高田線 大分県道34号豊後高田安岐線 重複区間起点 | 豊後高田市 | 新地         | 新地交差点 / 起点 |
| 大分県道34号豊後高田安岐線 重複区間終点                                  | 豊後高田市 | 金谷町       |                   |
| 大分県道641号美和佐野線                                                  | 豊後高田市 | 美和         |                   |
| 大分県道548号地蔵峠小田原線 重複区間起点                                 | 豊後高田市 | 松行         |                   |
| 大分県道548号地蔵峠小田原線 重複区間終点                                 | 豊後高田市 | 松行         |                   |
| 大分県道655号新城山香線                                                  | 豊後高田市 | 新城         |                   |
| 大分県道31号山香国見線                                                   | 豊後高田市 | 一畑         |                   |
| 大分県道709号俣水一畑線                                                  | 豊後高田市 | 一畑         | [ 注釈 1 ]        |
| 大分県道405号成仏杵築線 重複区間起点                                     | 国東市     | 安岐町明治   |                   |
| 大分県道55号両子山武蔵線                                                 | 国東市     | 安岐町両子   |                   |
| 大分県道405号成仏杵築線 重複区間終点                                     | 国東市     | 国東町横手   |                   |
| 大分県道650号下成仏立野線                                                | 国東市     | 国東町川原   |                   |
| 国東広域農道 / オレンジロード                                            | 国東市     | 国東町川原   |                   |
| 国道213号 大分県道523号国東港線                                          | 国東市     | 国東町田深   | 田深交差点 / 終点 |

### 沿線
- 高田中央病院
- 豊後高田市役所高田庁舎
- 豊後高田警察署
- 美和郵便局
- 西都甲郵便局
- 都甲郵便局